# Galina Petrova
Galina Konstantinovna Petrova (en ruso: Галина Константиновна Петрова; Nicolaiev, 9 de septiembre de 1920 - Kerch, 4 de diciembre de 1943) fue una médica militar soviética y suboficial jefe en el 386.º Batallón de Infantería Naval Independiente de la Flota del Mar Negro durante la Segunda Guerra Mundial. Murió durante el bombardeo del hospital en el que estaba ingresada, el 4 de diciembre de 1943, menos de un mes después de que le concedieran el título de Héroe de la Unión Soviética y la Orden de Lenin el 17 de noviembre de 1943 por su valentía en la operación Kerch-Eltigen.

## Biografía

### Infancia y juventud
Galina Petrova nació el 9 de septiembre de 1920 en Nicolaiev en la RSS de Ucrania, en ese momento la Unión Soviética aún no existía como tal, en el seno de una familia rusa. En 1940, después de graduarse de la escuela secundaria con honores, ingresó en el Departamento Forestal del Instituto de Ingeniería de Novocherkassk en Rostov. Después de la invasión alemana de la Unión Soviética, realizó unos cursos acelerados de enfermería en Krasnodar.

### Segunda Guerra Mundial
Después de graduarse de los cursos de enfermería, Petrova ingresó en la Armada Soviética como enfermera en 1942. Estuvo presente en la operación Kerch-Eltigen en 1943 con el resto de la Flota del Mar Negro. En la noche del 1 de noviembre, llevó a más de veinte soldados heridos del campo de batalla en la noche al amparo de la oscuridad, corriendo a través de un campo de alambre de púas y minas para llegar a numerosos infantes de marina heridos. Por su valentía en la ofensiva, recibió el título de Héroe de la Unión Soviética en noviembre por decreto del Presídium del Sóviet Supremo. Menos de un mes después de recibir el premio, resultó herida mientras retenía a soldados alemanes en una serie de contraataques posteriores en Eltigen el 3 de diciembre. La llevaron a un hospital por sus heridas, pero murió al día siguiente cuando el edificio de la escuela donde se encontraba el batallón médico fue bombardeado por los alemanes. Sus restos fueron enterrados en el pueblo de los héroes en Crimea.

## Reconocimientos
Hay placas conmemorativas dedicadas a su memoria en Novocherkassk y en la Universidad Politécnica Estatal del Sur de Rusia, así como calles nombradas en su honor en Sebastopol, Tuapsé, Nikolaev y el pueblo de los héroes en Kerch. Los monumentos en su honor están presentes en el instituto forestal donde estudió y en la escuela de medicina en Kerch que lleva su nombre.

## Galería de fotos
A continuación se muestran algunos de los monumentos conmemorativos erigidos en honor de Galina Petrova:

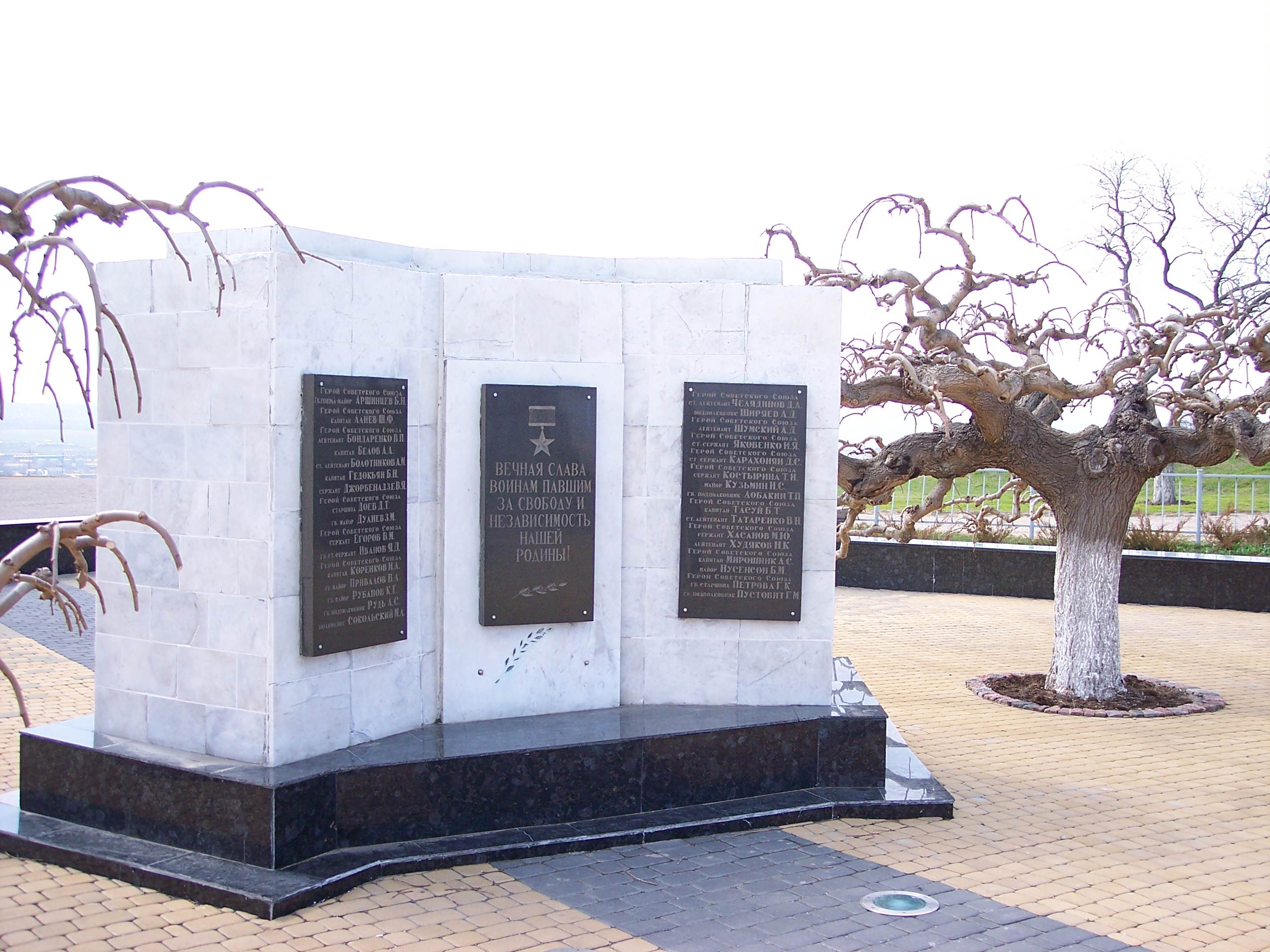
Placa conmemorativa cerca del Obelisco de la Gloria en Kerch, Crimea.
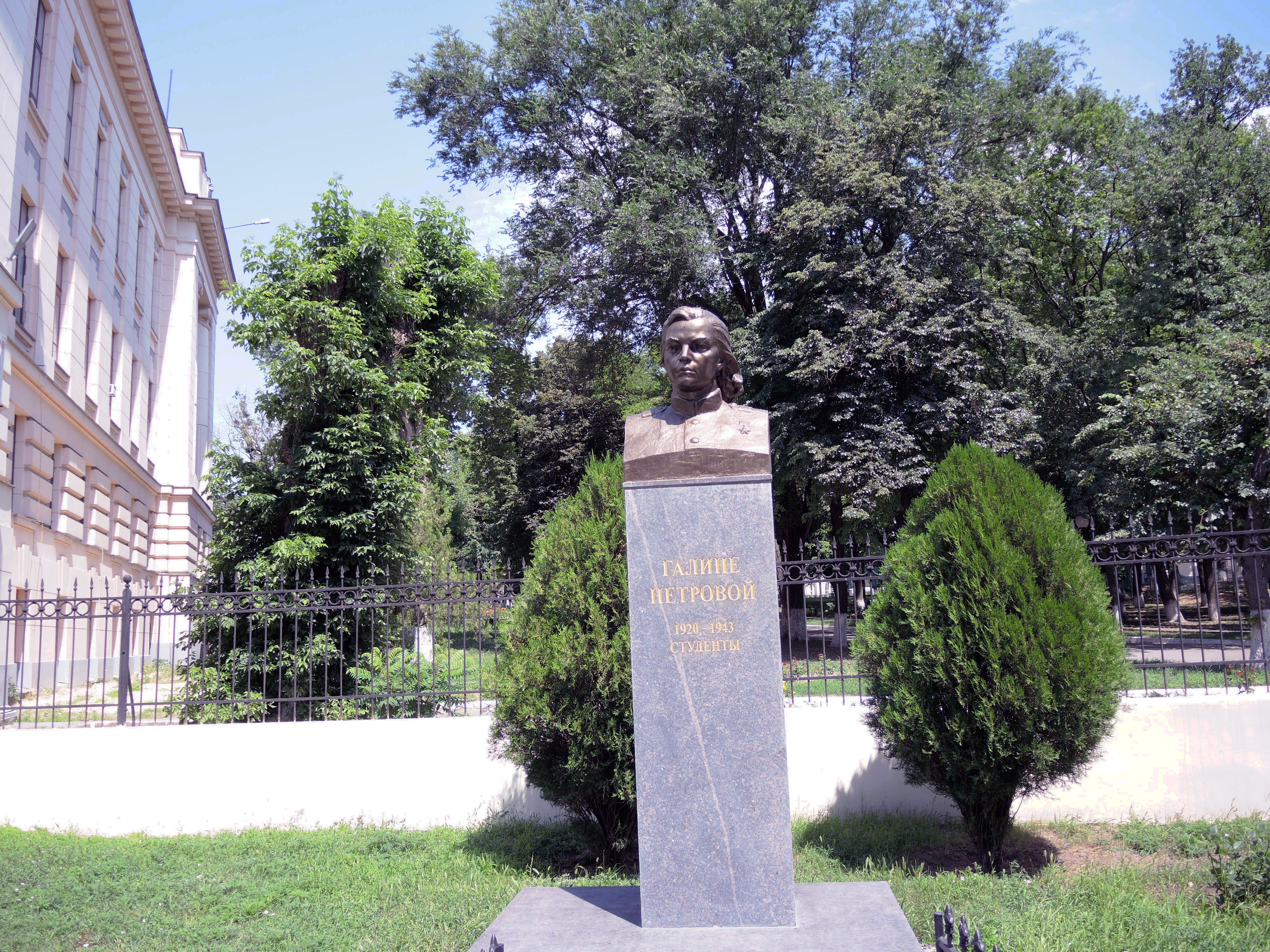
Busto en honor a Petrova en el edificio principal del Instituto Politécnico de Novocherkassk.
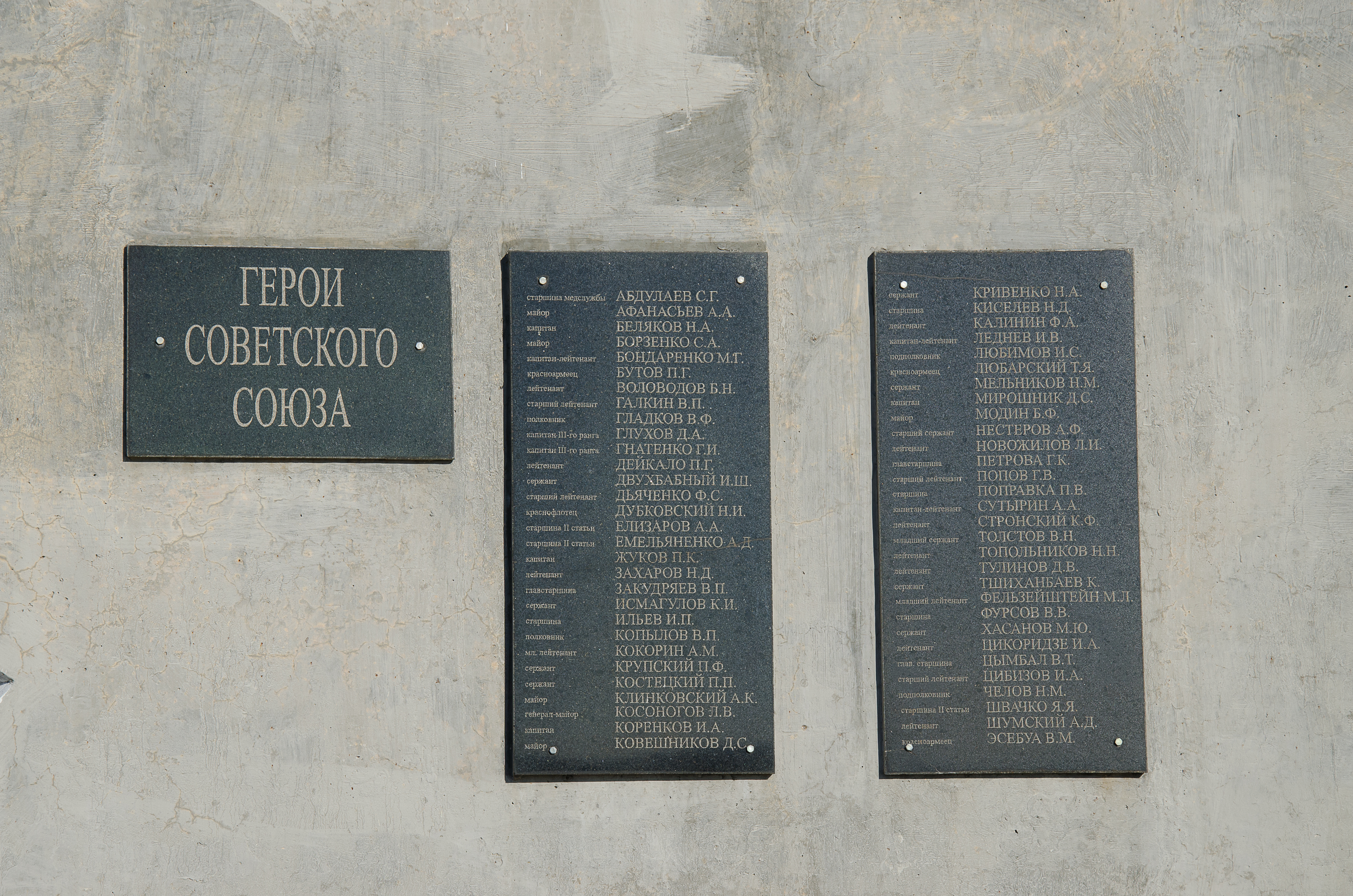
Complejo conmemorativo "A los héroes del desembarco de Eltigen".
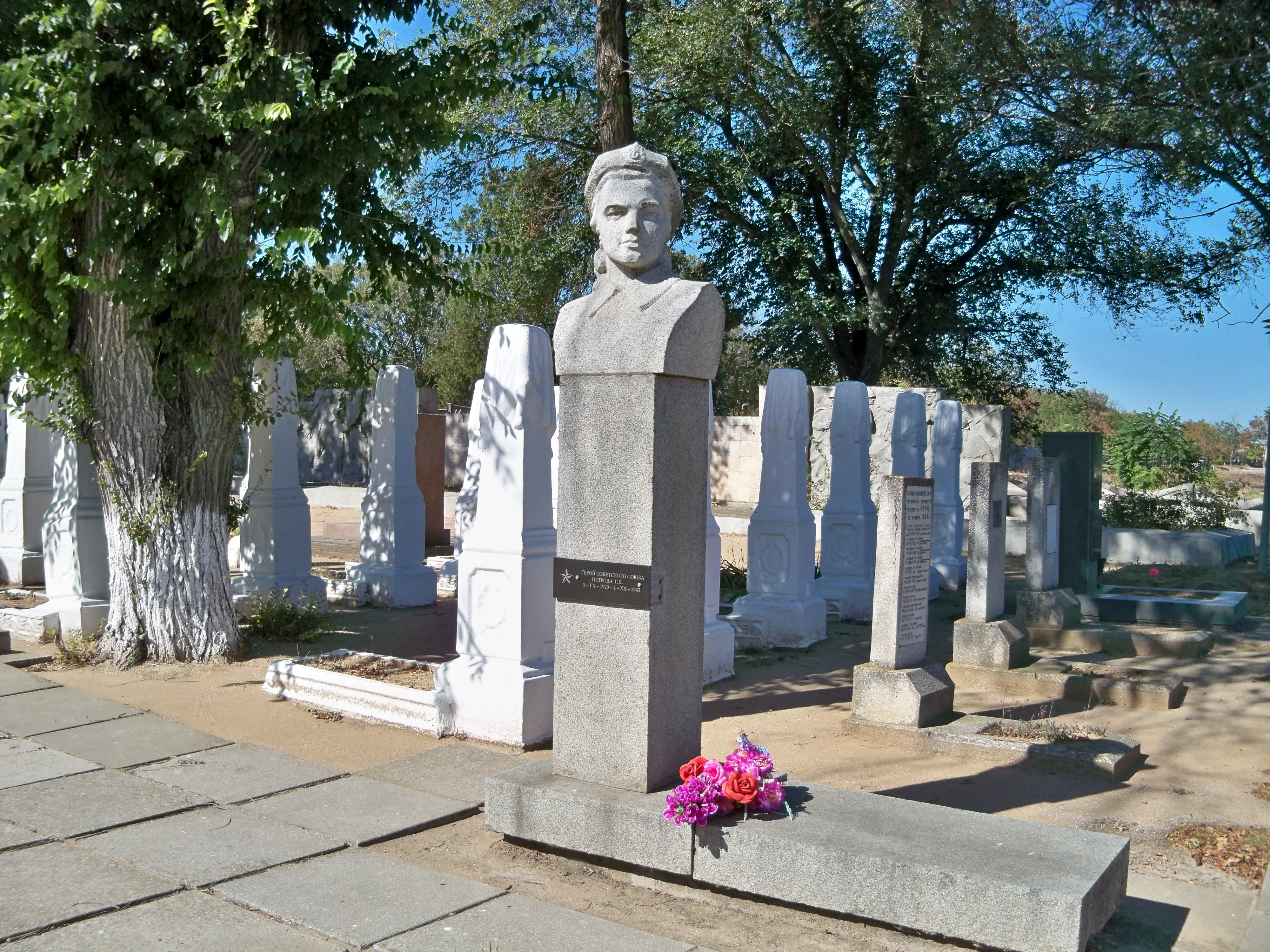
Tumba de Galina Petrova en el cementerio militar de Kerch